# Adolf Bastian
Pour les articles homonymes, voir Bastian.
Adolf Bastian (26 juin 1826, Brême – 2 février 1905, Port-d'Espagne) est un polymathe allemand du XIXe siècle plus connu pour sa contribution au développement et à la reconnaissance de l'ethnographie et de l'anthropologie comme disciplines scientifiques. Médecin, voyageur, écrivain prolifique, muséographe, Adolf Bastian est considéré en Allemagne comme le père de la Völkerkunde.

## Biographie
Bastian naît à Brême, dans la Confédération germanique, dans un milieu aisé de marchands. Son cursus universitaire peut être qualifié d'excentrique. Il étudie le droit à l'université de Heidelberg et les sciences naturelles dans l'actuelle université Humboldt de Berlin, l'université d'Iéna et l'université de Wurtzbourg. Il assiste dans cette dernière aux conférences de Rudolf Virchow. Il opte finalement pour la médecine et décroche son diplôme à Prague en 1850. il devient membre du Corps Vandalia Heidelberg (de) et Corps Saxonia Jena
Bastian devient médecin dans la marine et commence un voyage de huit ans autour du monde : Australie, Pérou, Mexique, Californie ainsi que différentes régions d'Asie et d'Afrique. C'était le premier d'un quart de siècle de voyages passé hors d'Allemagne. Rentré en 1859, il écrit le récit de ses voyages dans un ambitieux livre en trois tomes Der Mensch in der Geschichte (L'Homme dans l'Histoire), qui devient une de ces plus célèbres œuvres.
En 1861, il entreprend un voyage de quatre ans en Asie du Sud-Est et y étudie en particulier le bouddhisme. De ce voyage il tire la matière pour Die Völker des östlichen Asien (Les Peuples de l'Asie orientale) qu'il publie en six volumes dès 1866.
Les six années suivantes, il reste en Allemagne où il s'engage pour la création d'institutions ethnologiques à Berlin. En 1868, il devient conservateur. Sa collection d'artefacts ethnologiques devient l'une des plus grandes au monde dans les décennies suivantes. En 1869, Il collabore avec Rudolf Virchow pour organiser la Société berlinoise d'anthropologie, d'ethnologie et de préhistoire (Berliner Gesellschaft für Anthropologie, Ethnologie und Ungerschichte) et coédite le journal de la société, le Zeitschrift für Ethnologie. À cette date, il est aussi à la tête de la Société royale géographique d'Allemagne.
Dans les années 1870, Bastian quitte l'Empire allemand et réalise des voyages considérables en Afrique et au Nouveau Monde.
En 1886, il fonde le Königliches Museum für VölkerKunde (musée royal d'ethnologie) qui devient alors un des plus grands musées ethnographiques et lieu de formation à l'ethnologie au monde. Parmi ses collaborateurs qui travaillent avec lui dans ce musée, il y a notamment le jeune Franz Boas qui fondera plus tard l'anthropologie culturelle américaine. En tant que directeur du département africain au sein de ce musée, Bastian élabora des instructions de collecte conçues dans un contexte colonial.
Il meurt à Port-d'Espagne, à Trinité-et-Tobago durant un de ses voyages en 1905.

## Travaux et idées
On reproche souvent à Bastian un style prolixe et confus, s'accompagnant de phrases interminables, de métaphores obscures et de notes en grec, latin ou polynésien, en particulier dans la deuxième partie de sa vie et dans ses écrits les plus théoriques. Ceux-ci révèlent une vision très originale pour son temps. Bien que son œuvre anthropologique relève d'un certain évolutionnisme et bien qu'il fût formé aux sciences naturelles, Bastian fut toujours fondamentalement anti-darwiniste et même opposé à toutes idées de transformisme en biologie. Cependant, cette position n'est pas due à un attachement aux dogmes théologiques, mais à un empirisme affirmé l'empêchant de croire ce qui ne pouvait être prouvé autrement que par l'observation directe ou l'expérimentation.
Bastian soutenait une « unité psychique de l'humanité ». Les cultures humaines sont alors partout compréhensibles par des lois de développement universelles mais indépendantes produisant des Elementargedanken (idées élémentaires). Ce n'est que secondairement que des stimuli externes, contraintes écologiques à un premier niveau, puis processus de diffusion entre civilisations, viennent provoquer des « développements historiques et culturels particuliers » (Geschichte und eigentliche Kulturentwicklung) s'exprimant à travers les Völkergedanken (idées des peuples).

## Œuvres
- Ein Besuch in San Salvador, der Hauptstadt des Königreichs Kongo, « Une visite à San Salvador, la capitale du Royaume du Kongo » Brême, 1859 (Numérisation) ;
- Der Mensch in der Geschichte « L'Homme dans l'Histoire », 3 vols., Leipzig, 1860 (Numérisation) ;
- Die Völker des östlichen Asien. « Les peuples d'Asie orientale », 6 vols., Iéna, 1866–1871 ;
- Das Beständige in den Menschenrassen und die Spielweite ihrer Veränderlichkeit « Les constantes de l'espèce humaine et leur variabilité », Berlin, 1868 ;
- Beiträge zur vergleichenden Psychologie « Contributions à la psychologie comparative », Berlin, 1868 ;
- Sprachvergleichende Studien « Langues, études comparatives », Leipzig, 1870 ;
- Ethnologische Forschungen. « Recherche ethnologiques », 2 vols., Iéna, 1871–1873 ;
- Geographische und ethnologische Bilder « Images géographiques et ethnologiques », Iéna, 1873 ;
- Die deutsche Expedition an die Loango küste « L'expédition maritime allemande sur la côte de Loango », 2 vols., Iéna 1874–1875 ;
- Schöpfung oder Entstehung « Création ou la formation », Iéna, 1875 ;
- Die Kulturländer des alten Amerika « Les civilisations de l'Amérique ancienne », 3 vols., Berlin, 1878–1889 ;
- Die heilige Sage der Polynesier : Kosmogonie und Theogonie « La tradition sacrée de Polynésie : la cosmogonie et théogonie », Brockhaus, Leipzig, 1881 (Numérisation) ;
- Der Völkergedanke im Aufbau einer Wissenschaft vom Menschen « Les fondements élémentaires dans la construction d'une science de l'homme », Berlin, 1881 ;
- Die Vorgeschichte der Ethnologie « La préhistoire de l'ethnologie », Berlin, 1881 ;
- Steinskulpturen aus Guatemala « Les sculptures sur pierre au Guatemala », Berlin, 1882 ;
- Der Buddhismus in seiner Psychologie « Le Bouddhisme dans sa psychologie », Berlin, 1882 ;
- Amerikas Nordwestküste « La côte Nord-Ouest des Amériques », Berlin, 1883 ;
- Inselgruppen in Ozeanien' « Les groupes insulaires de l'Océanie ». Berlin, 1883 ;
- Völkerstämme am Brahmaputra « Les tribus de la rive du Brahmapoutre », Berlin, 1883 ;
- Zwei Worte über Kolonialweisheit « Deux mots sur le colonialisme », Berlin, 1883 ;
- Indonesien « Les Indonésiens », 5 livraisons, Berlin 1884–1894 ;
- Allgemeine Grundzüge der Ethnologie « Principes généraux d'ethnologie », Berlin, 1884 ;
- Religionsphilosophische Probleme auf dem Forschungsfelde buddhistischer Psychologie und der vergleichenden Mythologie « Problèmes de philosophie des religions sur le champ de la recherche en psychologie bouddhiste et mythologie comparée », Berlin, 1884 ;
- Der Fetisch an der Küste Guineas « Le fétichisme sur la côte guinéenne », Berlin, 1884 ;
- Der Papua des dunklen Inselreichs. « Les Papous des sombres royaumes insulaires », Berlin, 1885 ;
- In Sachen des Spiritismus. « Au nom du spiritisme », Berlin, 1886 ;
- Zur Lehre von den geographischen Provinzen. « Sur le concept de province géographique », Berlin, 1886 ;
- Die Seele indischer und hellenistischer Philosophie in den Gespenstern moderner Geisterseherei « L'âme des philosophie indienne et hellénistique au spectre du spiritisme contemporain », Berlin, 1886 ;
- Die Welt in ihren Spiegelungen unter dem Wandel des Völkergedankens« L'âme des peuples et les changements de la pensée populaire », Berlin, 1887 ;
- Einiges aus Samoa und anderen Inseln der Südsee« Particularités de Samoa et autres îles des mers du Sud », Berlin, 1889 ;
- Über Klima und Acclimatisation« Sur le climat et l'acclimatation », Berlin, 1889 ;
- Wie das Volk denkt « Comment pense le peuple », Berlin, 1892 ;
- Ideale Welten.« Les mondes idéaux » 3 vols., Berlin, 1893 ;
- Vorgeschichtliche Schöpfungslieder « Chansons de création préhistoriques », Berlin, 1893 ;
- Die Verbleibsorte der abgeschiedenen Seelen « La demeure des âmes des défunts », Berlin, 1893 ;
- Kontroversen in der Ethnologie « Controverses en ethnologie », Berlin, 1893−1894 ;
- Zur Mythologie und Psychologie der Nigritier in Guinea « Sur la mythologie et la psychologie des Nègres de Guinée », Berlin, 1894 ;
- Die samoanische Schöpfungssage und Anschließendes aus der Südsee.« La mythologie de la Création et du Devenir à Samoa et dans les mers du Sud », Weimar ,1895 ;
- Ethnische Elementargedanken in der Lehre vom Menschen « Idées élémentaires sur la doctrine de l'homme en anthropologie ethnique », Berlin, 1895 ;
- Zur Lehre vom Menschen in ethnischer Anthropologie.« Pour une doctrine de l'homme en anthropologie ethnique », Berlin, 1895 ;
- Die Denkschöpfung umgebender Welt aus kosmogonischen Vorstellungen.« De la représentation cosmologique aux mythes de la création », Berlin, 1896 ;
- Lose Blätter aus Indien « Variétés indiennes », Berlin; 1897–1899 ;
- Die mikronesischen Kolonien aus ethnologischem Gesichtspunkte.« Les colonies de Micronésie : aspects ethnologiques », Berlin, 1899 ;
- Die Völkerkunde und der Völkerverkehr.« L'ethnologie et le trafic d'esclaves », Berlin, 1900 ;
- Der Völkerverkehr und seine Verständigungsmittel im Hinblick auf China « Le trafic d'esclaves et ses réseaux en Chine », Berlin, 1900 ;
- Die wechselnden Phasen im geschichtlichen Sehkreis.« Les changements dans la vision historique », Berlin, 1900 ;
- Kulturhistorische Studien unter Rückbeziehung auf den Buddhismus.« Les études culturelles et historiques relatives au bouddhisme », Berlin, 1900 ;
- Die Probleme humanistischer Fragestellungen und deren Beantwortungsweise unter den Zeichen der Zeit « Les problèmes humanitaires et leurs réponses dans notre temps », Berlin, 1901 ;
- Der Menschheitsgedanke durch Raum und Zeit « La pensée humaine à travers l'espace et le temps » 2 vols., Berlin, 1901 ;
- Das Geschichtsdrama am Kap der guten Hoffnung aus der Vogelperspektive.« Le drame historique au Cap de Bonne Espérance vue d'oiseau », Berlin ,1901 (publication anonyme) ;
- Die Lehre vom Denken « La science de la pensée », 3 vols., Berlin 1902–1905.